# Pedro Antonio Blanco
Pedro Antonio Blanco García (11 de junio de 1952 - Madrid, 21 de enero de 2000) fue un militar español asesinado por ETA el 21 de enero del año 2000. Con este atentado ETA ponía fin a 14 meses de tregua unilateral.

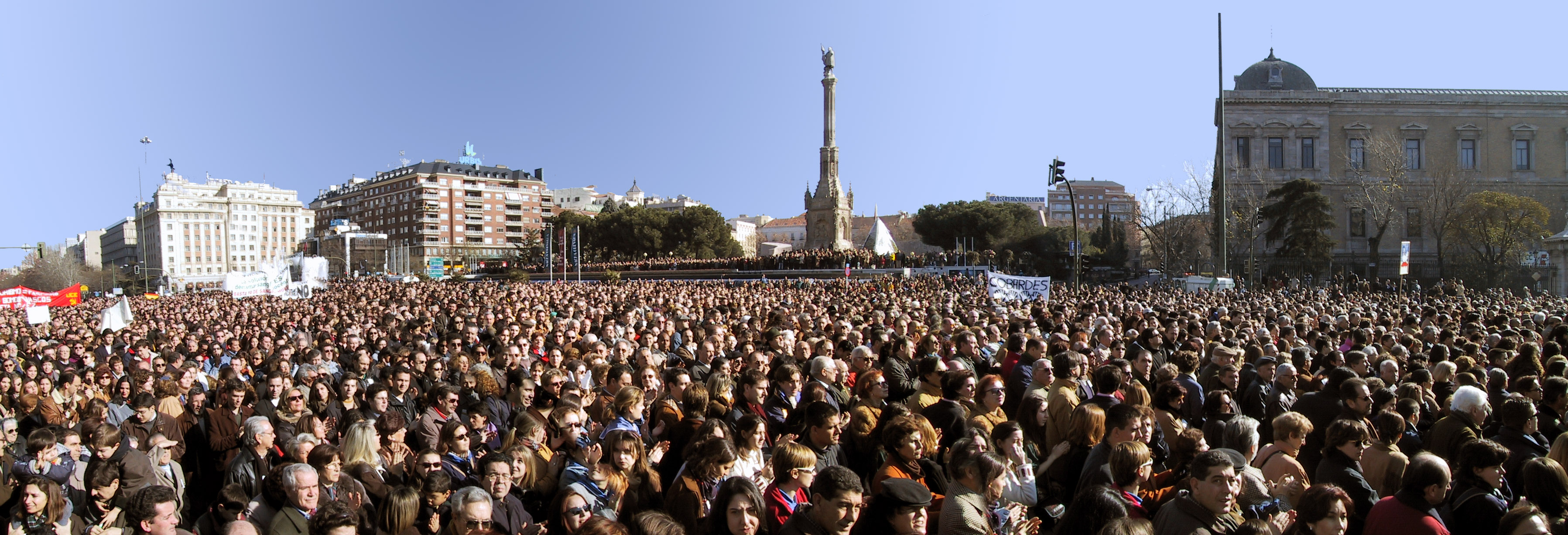
Manifestación en Madrid en repulsa del asesinato del teniente coronel Pedro Antonio Blanco García que reunió a más de 1 100 000 personas según la delegación de Gobierno.

## Biografía
Teniente coronel del Ejército de tierra español destinado en la Dirección de Asuntos Económicos de la Secretaría Técnica del Ministerio de Defensa, dedicado a labores de intendencia.
Asesinado por ETA mediante la colocación de un coche bomba cuando tenía 47 años, el 21 de enero de 2000, en la calle Pizarra de Madrid cuando acababa de salir de su domicilio y esperaba la llegada de un vehículo oficial en una zona residencial militar. Estaba casado y tenía dos hijos. Su viuda, Concepción Martín, es patrona de la Fundación Víctimas del Terrorismo.[cita requerida]
Tras la primera explosión en la que además se produjeron cuatro heridos leves, se produjo a pocos metros una segunda explosión en la que no hubo víctimas de otro coche-bomba en la calle Paradinas, que habría sido utilizado por ETA para realizar la detonación del primero.
Con su asesinato, el número 770.º de la organización, ETA ponía fin a la tregua indefinida iniciada unilateralmente el 16 de septiembre de 1998 y, a su vez, produjo la extinción del Pacto de Estella que la había propiciado.
Poco después, en las inmediaciones del lugar del atentado, un agente de policía acabó a tiros con la vida de Juan Carlos Sanz Ruiz, de 25 años, al que consideró sospechoso; aunque posteriormente se comprobó que el fallecido no tenía ninguna relación con el atentado. El policía declaró que se le disparó el arma al tropezarse. El informe forense dictaminó que la trayectoria de la bala fue de abajo arriba y la familia presentó querella por homicidio.

## Reconocimientos
El ministro de Defensa, Eduardo Serra, acudió a su domicilio a transmitir a la viuda de la víctima su solidaridad y dolor. Su capilla ardiente quedó instalada en el Cuartel General del Ejército. Después fue enterrado en el Cementerio de la Paz, en el municipio de Alcobendas.
El siguiente día 23 se realizaron numerosas manifestaciones a las que asistieron los dirigentes de casi todos los partidos políticos españoles, entre ellos los cuatro presidentes de gobierno que había tenido España en democracia. Sólo en Madrid asistieron más de un millón de personas.
Desde la Santa Sede en la Ciudad del Vaticano, el día 23 el Papa Juan Pablo II al dirigirse en castellano a los peregrinos españoles que se habían reunido en la plaza de San Pedro para rezar con él la oración mariana del Ángelus, condenó enérgicamente el asesinato de ETA e indicó que acababa con las esperanzas de paz que habían surgido con los quince meses de tregua.
Su muerte fue recogida en el Informe Anual de Amnistía Internacional que ha condenado reiteradamente y sin reservas los abusos contra los derechos humanos cometidos por este grupo armado.
Convocado por la Conferencia de Rectores de las Universidades Españolas (CRUE), el miércoles 26 de enero se realizó un paro silencioso de 5 minutos de duración en las Universidades españolas como repulsa por la acción terrorista.
Al fallecido se le concedió a título póstumo la Cruz del Mérito Militar con distintivo amarillo, que identifica a los caídos en acto de servicio.